# Mormoscopa crossodora
Mormoscopa crossodora är en fjärilsart som beskrevs av Edward Meyrick 1897. Mormoscopa crossodora ingår i släktet Mormoscopa och familjen nattflyn. Inga underarter finns listade i Catalogue of Life.